# Richard Graul
Richard Graul, född 24 juni 1862, död 25 december 1944, var en tysk museiman och konsthistoriker.
Graul tjänstgjorde vid flera tyska museer och var senare direktör för Leipzigs museum för brukskonst. Graul var specialist på konsthantverkets historia och har för övrigt utgett en flitigt använd Einführung in die Kunstgeschichte (5:e upplagan, 1923), vidare monografier över Max Liebermann och Fritz von Uhde samt Rembrandt (1913), Rembrandts Handzeichnungen (2:a upplagan, 1924), Ostasiatische Kunst und ihr Einfluss auf Europa (1906) samt Europäisches Kunstgewerbe (1927).